# Guantanamera (phim)
Guantanamera (tiếng Tây Ban Nha: Cô gái đến từ Guantánamo) là một bộ phim hợp tác hữu nghị thuộc thể loại tình cảm, có phần khôi hài của Điện ảnh Cuba, Tây Ban Nha, Đức.

## Diễn viên
- Carlos Cruz... Adolfo
- Mirta Ibarra... Gina
- Jorge Perugorría... Mariano
- Raúl Eguren... Cándido
- Pedro Fernández... Ramón
- Luis Alberto García... Tony
- Conchita Brando... Yoyita
- Suset Pérez Malberti... Iku
- Assenech Rodriguez... người đàn bà đau khổ
- Louisa Pérez Nieto... Marilis
- Idalmis Del Risco... Hilda
- Ikay Romay... Wina
- Mercedes Arnáez... Vivian
- José Antonio Espinosa... Justo
- Alfredo Ávila... Tirso

## Ê-kíp
- Giám đốc sản xuất: Walter Achugar, Frank Cabrera, Ulrich Felsberg, Enrique Gómez Macho, Gerardo Herrero, Aurelio Núñez, Camilo Vives, Raquel Capote, Orlando García, Lourdes Prieto
- Âm thanh: Raúl García, Jaime Puig, José Vinader
- Âm nhạc: José Nieto
- Dựng phim: Hans Burman
- Biên tập: Carmen Frías
- Thiết kế sản xuất - Chỉ đạo nghệ thuật: Onelio Larralde
- Dựng cảnh: Arnaldo Pérez
- Phục trang: Nancy González
- Hóa trang: Elio Durán, Ana María Fernández
- Hiệu ứng: Gilberto Hernández
- Quay phim: Hans Burman, Ernesto Granados

## Chi tiết thú vị
Tiêu đề bộ phim phỏng theo bài hát nổi tiếng "Guantanamera", và đây là tác phẩm điện ảnh cuối cùng của nhà đạo diễn Tomás Gutiérrez Alea.